# Guillaume Coudray
Guillaume Coudray est un journaliste et réalisateur de documentaires français, spécialisé sur l'industrie de la viande transformée et son impact sur la santé humaine. Il est notamment l'auteur du livre Cochonneries, comment la charcuterie est devenue un poison?,, et des documentaires Industrie Agroalimentaire: Business contre Profits et The Meat Lobby, consacrés au scandale du nitrite de sodium utilisé en charcuterie,.

## Biographie
Diplômé de Sciences Po, Guillaume Coudray est ancien allocataire de recherche à la Fondation Nationale des Sciences Politiques. Il se forme au cinéma documentaire au sein du studio Studija Kinema, une expérience qu'il a racontée dans le film Sharunas Bartas, an Army of One,. De 2006 à 2010, il était producteur, et auteur, de films documentaires. Il a mené l'enquête sur les charcuteries présentée par Elise Lucet dans l'émission Cash Investigation intitulée "Industrie agroalimentaire: business contre santé".
Cosignataire en 2019 d'une tribune appelant à la taxation des additifs nitrés, il a également écrit pour Reporterre,, Le Journal du dimanche, 60 Millions de consommateurs. Après avoir révélé au grand public le caractère cancérigène des additifs nitrés dans les charcuteries, il a dénoncé les liens d'intérêts entre certains scientifiques et l'industrie de la viande transformée. D'après Le Canard enchaîné, il « a fait du sel nitrité son ennemi personnel ». Il demande l'interdiction immédiate des charcuteries nitrées dans les cantines scolaires françaises, avant une interdiction totale au niveau européen. Dans 60 Millions de Consommateurs, il déclare: "Il est tout à fait possible de produire, à grande échelle, de la charcuterie sans nitrates ni nitrites. Les quelque 150 salaisonniers qui produisent le jambon de Parme le font depuis 1993, en respectant des conditions d'hygiène strictes." Ses prises de positions sont vivement critiquées par les représentants de l'industrie charcutière, qui contestent son impartialité, ainsi que par les défenseurs des engrais azotés[source insuffisante]. Il intervient dans les médias sur l'histoire des normes concernant les additifs alimentaires,,, et sur l'impact sanitaire de la consommation de charcuteries nitrées,,,,. Au Parlement européen et devant la commission sur les sels nitrités de l'Assemblée nationale, Guillaume Coudray a mis en cause la déontologie de l'agence européenne EFSA. En Écosse, il milite pour l'interdiction des additifs nitrés dans les charcuteries servies aux enfants et aux femmes enceintes.
D'après Coudray, les industriels des viandes nitrées ont mis en place une stratégie sophistiquée pour tromper les consommateurs et les décideurs publiques, en s'inspirant des techniques d'influence utilisées par les industriels du tabac,. Pour The Spectator, Coudray "n'est ni anti-viande, ni anti-charcuterie". Il est favorable au développement d'une filière charcutière française favorisant les petits transformateurs et la montée en gamme: « Berceau de l'excellence alimentaire, la France doit-elle rester au diapason de l'industrie des processed meats à l'américaine, ou bien peut-elle montrer la voie, relever le défi d'une sortie par le haut, avec des charcuteries qui, en plus d'être délicieuses au goût, ne seront plus des poisons? ». Dans la newsletter juridique Corporate Crime Reporter, il remarque qu'en France, "toutes les grandes marques on maintenant lancé des gammes de produits qui sont véritablement fabriqués sans additifs nitrés." "C'est une nouvelle preuve que l'industrie des viandes peut parfaitement se passer du nitrate et du nitrite."
En 2023, à l'occasion de la publication d'une deuxième enquête sur les additifs nitrés, il déclare à l'association Foodwatch : "Le lobby des viandes nitrées s’est organisé pour empêcher l’interdiction des nitrites. Plusieurs cabinets de lobbying travaillent pour retarder la mise en œuvre de l’interdiction. Ils disposent de relais puissants au ministère de l’Agriculture, qui gère ce dossier en fonction des desiderata des fabricants." D'après G. Coudray, certains industriels financent des études incomplètes "qui sont ensuite utilisées de façon biaisée pour faire croire aux autorités sanitaires qu’il est trop tôt pour protéger les consommateurs." Guillaume Coudray considère que les études mises en avant par les autorités européennes omettent de prendre les composés pourtant identifiés comme étant les plus carcinogènes:  "Notons que l’expertise de l’EFSA de 2017 ne prenait pas en compte certains composés issus des nitrites et des nitrates, comme les S-nitrosothiols ou le fer nitrosylé. Or ce dernier est le composé nitrosé le plus gravement impliqué dans le processus cancérogène. C’est un peu comme étudier l’impact de la cigarette sur le cancer du poumon, en étudiant un paquet de cigarettes posé sur une table, et non les composés de la fumée inhalée par le fumeur."
En outre, Coudray estime que les mesures mises en place par le gouvernement français sont insuffisamment protectrices à l'égard de la santé des consommateurs.

## Ouvrages
- Nitrites dans la charcuterie: le scandale. L'enquête choc pour tout savoir sur les charcuteries, les nitrites et le cancer, Paris, HarperCollins France, 2023, 238 p.  (ISBN 979-1033913924)
- Cochonneries, comment la charcuterie est devenue un poison?, Paris, La Découverte, 2017, 320 p. (ISBN 978-2707193582)[55]. Traduction chinoise 非良心豬肉：加工肉品如何變成美味毒藥, Taiwan, Trojan Book/Book Republic, 2021, 280 p.  (ISBN 978-9863599579) [56]
- Who Poisoned your Bacon Sandwich? : The Dangerous History of Meat Additives, Londres, Icon Books, 2021, 310 p. (ISBN 9781785786112)[57]. Version audio pour Audible , adapté par WF Howes
- Sharunas Bartas ou les hautes solitudes, Paris, De L'incidence et Centre Pompidou, 2016, 233 p. (ISBN 9782918193364), (chapitre).
- Šarūnas Bartas: kai gyvenimas tampa kinu, Vilnius, Sofoklis, 2020, 256 p.  (ISBN 9786094443152), (chapitre).